# Кадерабад
Кадераба́д или Кадираба́д (перс. قادرآباد‎) — город на юге Ирана, в провинции Фарс. Входит в состав шахрестана  Хоррембид. По данным переписи, на 2006 год население составляло 14 095 человек.

## География
Город находится в северо-восточной части Фарса, в горной местности юго-восточного Загроса, на высоте 1976 метров над уровнем моря.
Кадерабад расположен на расстоянии приблизительно 100 километров к северо-востоку от Шираза, административного центра провинции и на расстоянии 620 километров к юго-юго-востоку (SSE) от Тегерана, столицы страны.